# Calvin Harrison
Calvin R. Harrison (Orlando, 20 gennaio 1974) è un ex velocista statunitense, specializzato nei 400 metri piani.

## Biografia
Fratello gemello di Alvin Harrison, ai Giochi olimpici di Sydney 2000 i due fratelli fecero la storia diventando i primi gemelli a competere e a vincere l'oro olimpico nella stessa squadra nella staffetta. In quell'occasione Alvin fu il primo a scendere in pista, mentre Calvin fu il terzo frazionista.
Calvin Harrison non partecipò ai Giochi olimpici di Atene 2004 per aver assunto una sostanza dopante, fatto che gli costò la squalifica ai Mondiali del 2003. La sospensione durò due anni e scadde nel 2006.
Nel 2008 l'oro della staffetta 4×400 metri di Sydney viene ritirato in seguito all'ammissione di uso di sostanze dopanti durante quell'edizione dei Giochi da parte di Antonio Pettigrew.
Calvin è coautore insieme al fratello Alvin del libro Go to Your Destiny.